# Kalibaru Manis
Kalibaru Manis is een bestuurslaag in het regentschap Banyuwangi van de provincie Oost-Java, Indonesië. Kalibaru Manis telt 9648 inwoners (volkstelling 2010).